# Allium atrosanguineum
Allium atrosanguineum är en amaryllisväxtart som beskrevs av Alexander Gustav von Schrenk. Allium atrosanguineum ingår i släktet lökar, och familjen amaryllisväxter.

## Underarter
Arten delas in i följande underarter:
- A. a. atrosanguineum
- A. a. fedschenkoanum
- A. a. tibeticum